# Against the Sun (Vanexa)
Against the Sun è il terzo album del gruppo heavy metal italiano Vanexa, pubblicato il 6 marzo 1994 per la Minotauro Records.

## Tracce
1. Against the Sun - 04:26	
2. Café de Paris - 06:24	
3. In the Shadow of the Cross - 05:24	
4. Nervous - 03:09	
5. Stick to Me - 03:30	
6. Rage'n Roll - 03:19	
7. Drunk - 04:26	
8. Genocide - 05:04	
9. Dark Lady - 07:05	
10. Night Rain on the Ruins - 04:40	

## Formazione
Roberto Tiranti - voce
Roberto Merlone - chitarra
Sergio Pagnacco - basso
Giorgio Pagnacco - tastiere
Silvano Bottari - batteria

### Altri musicisti
Giuseppe Alvaro - voce secondaria nella traccia 5